# يوسف طه
يوسف طه (8 يوليو 1988 بالكويت - ) هو لاعب كرة سلة فلبيني في مركز الوسط. لعب مع بارانجي جينبرا سان ميغيل.